# ضاحكة أولى علوية
الضاحكة الأولى العلوية أو الضرس الأول العلوي هو أحد الأسنان الموجودة في الفك العلوي، يقع بين الأنياب والضرس الثاني العلوي. وظيفته مشابهة لوظيفة الأنياب في تمزيق الطعام أثناء المضغ. يحتوي هذا الضرس على نتوءين، أحدهما حاد يشبه الأسنان القاطعة في الحيوانات اللاحمة. لا توجد ضروس لبنية علوية، وعادة ما تسقط الأضراس اللبنية في سن 10-11 سنة، لتحل محلها الأضراس الدائمة. يحتاج الضرس الدائم إلى حوالي 3 سنوات حتى يتكلس جذره بشكل كامل. بسبب تركيب جذره الطويل والضيق، فإن الضرس الأول العلوي عرضة للكسر أثناء خلع الأسنان.

في نظام التسمية العالمي، يتم تعيين الأضراس العلوية بأرقام. الضرس الأول العلوي الأيمن يحمل الرقم "5"، بينما الضرس الأيسر يحمل الرقم "12". في نظام بالمر، يُستخدم الرقم مع رمز يحدد موقع السن في الفم. في هذا النظام، يكون الرقم "4" للضرسين الأيمن والأيسر، ولكن مع اختلاف الرموز: الضرس الأيمن يحمل الرمز "┘" بينما الضرس الأيسر يحمل الرمز "└". أما في النظام الدولي، فإن الضرس الأول العلوي الأيمن يحمل الرقم "14"، والأيسر يحمل الرقم "24".